# Onze-Lieve-Vrouwekerk (Breda)

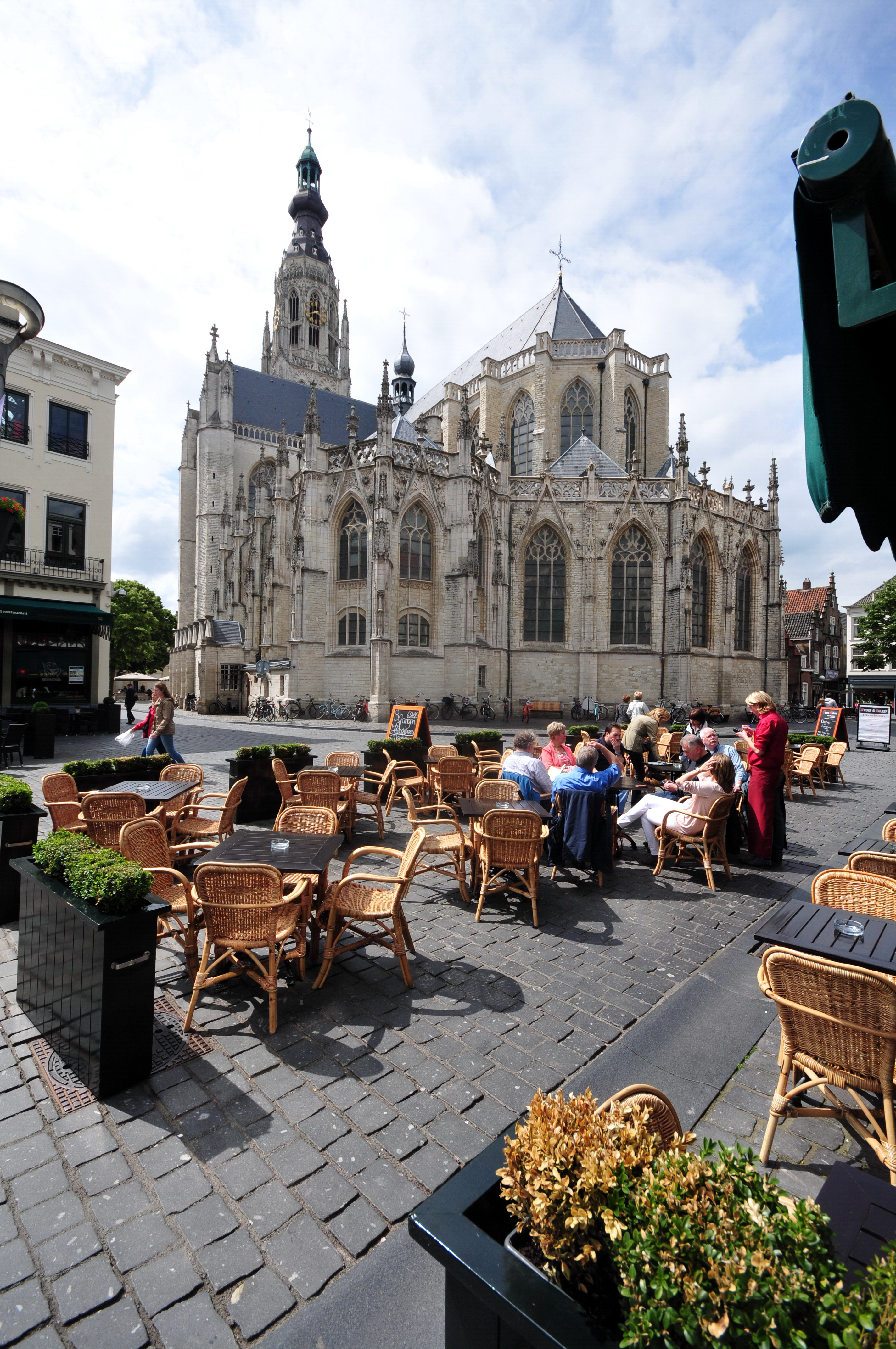
Die Grote Kerk in Breda

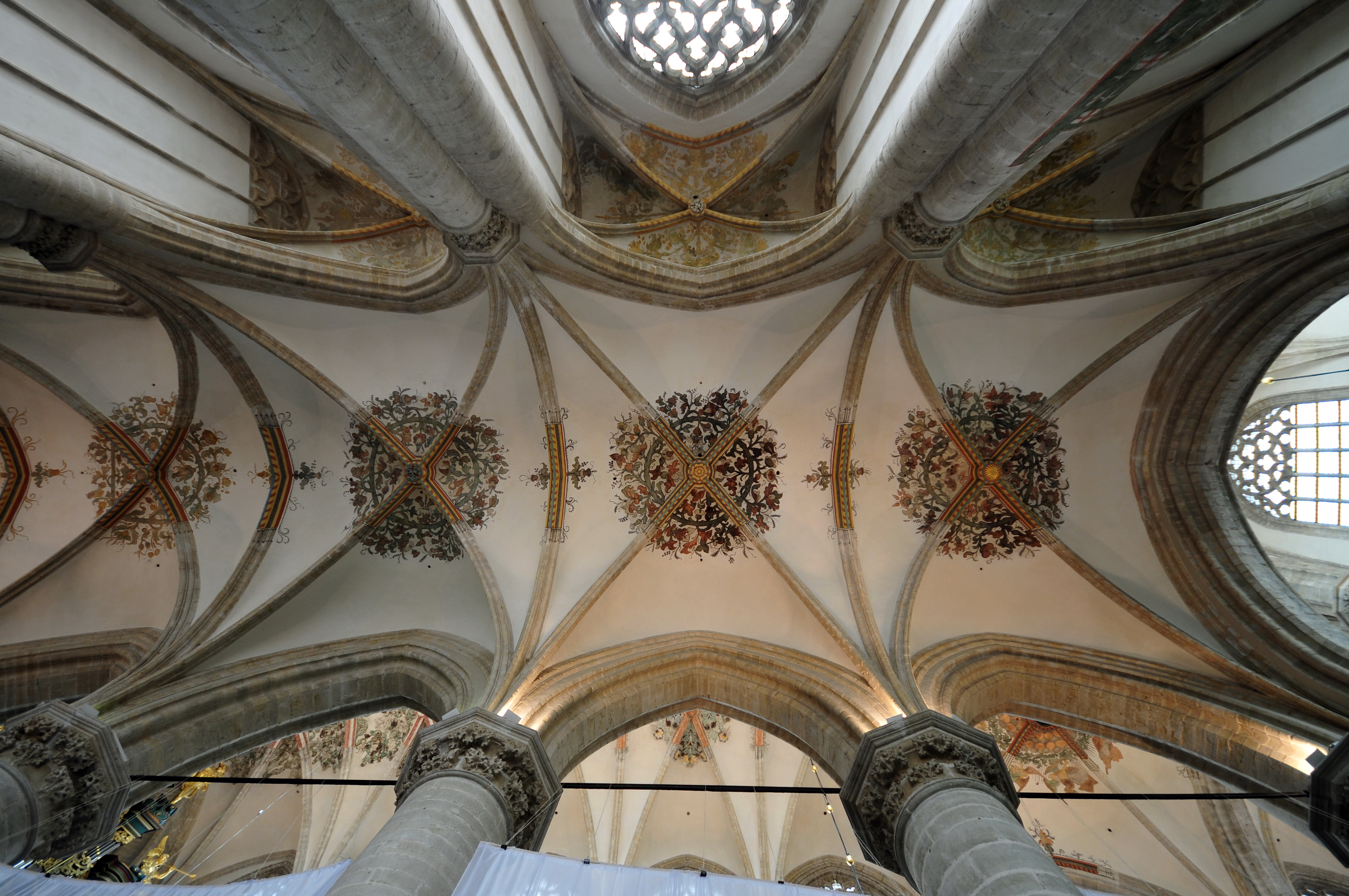
Seitenschiff

Die Onze-Lieve-Vrouwekerk (deutsch Liebfrauenkirche), auch Grote Kerk, ist eine evangelische Kirche  in der niederländischen Stadt Breda, wo sie das wichtigste Denkmal ist. Die Basilika aus Tuffstein mit Zierrat aus Werkstein ist ein wichtiges Beispiel der brabantischen Gotik.

## Geschichte
Erstmals 1269 wird eine steinerne Kirche in Breda genannt, die 1303 zur Stiftskirche erhoben wurde. 1410 wurde mit den Bauarbeiten für die heutige Kirche begonnen. Der Neubau setzte im Osten an. 1468 war das Querhaus fertiggestellt. Nach dem Einsturz des alten Turms 1457 wurde von 1468 bis 1509 der heutige Turm errichtet. Bis 1526 wurden die Seitenkapellen des Kirchenschiffs gebaut, von 1526 bis 1536 erfolgte der Bau des Chorumgangs. 1547 wurden die Bauarbeiten insgesamt abgeschlossen. Nachdem bereits 1566 der Bildersturm erfolgt war – heute ist so gut wie nichts mehr von der ursprünglichen Ausstattung vorhanden – wechselten sich Protestanten und Katholiken mehrfach in der Nutzung der Kirche ab. 1637 ging sie im Zuge der Reformation endgültig an die Reformierten über. Das Stift wurde 1648 aufgehoben. Nach dem Brand des Turmhelms 1694 erhielt der Turm 1702 eine barocke Bekrönung; er ist heute 97 Meter hoch. Seit 1843 wurde die Kirche gründlich restauriert. Die letzte große Renovierung fand von 1993 bis 1998 statt.
Die Kirche gehört heute zur Protestantischen Kirche in den Niederlanden und wird nur noch gelegentlich für gottesdienstliche Zwecke genutzt, dient gleichzeitig aber anderen Bestimmungen, unter anderem als Restaurant.
In der Prinzenkapelle liegen Vorfahren des niederländischen Königshauses (aus dem Haus Nassau-Breda) bestattet.

## Ausstattung
Zur trotz Zerstörungen und Plünderungen erhaltenen Ausstattung gehören das Grabmonument Engelbert (Engelbrecht) I. von Nassau, die Grabkapelle (Prinsenkapel) der Nassauischen Dynastie (1530–34), das Epitaph des Amtmanns Dirk van Assendelft (1555), das stark beschädigte Grab des Ehepaars van Renesse (1538), ein Taufbecken aus Messing (1540) und ein großes Christophorus-Fresko (um 1500), das Hieronymus Bosch zugeschrieben wird.

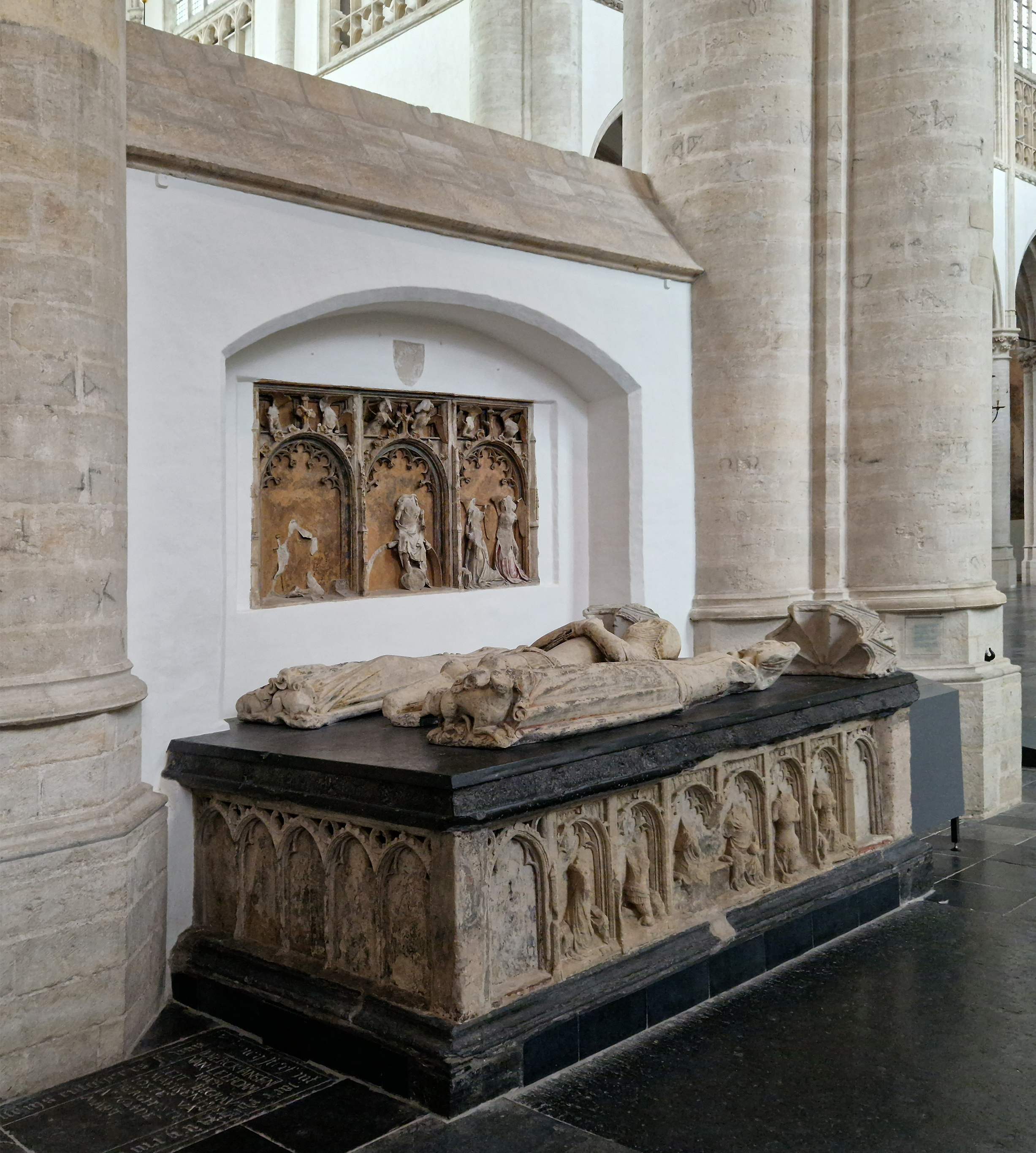
Grab von Graf Jan II. von Polanen († 1378)
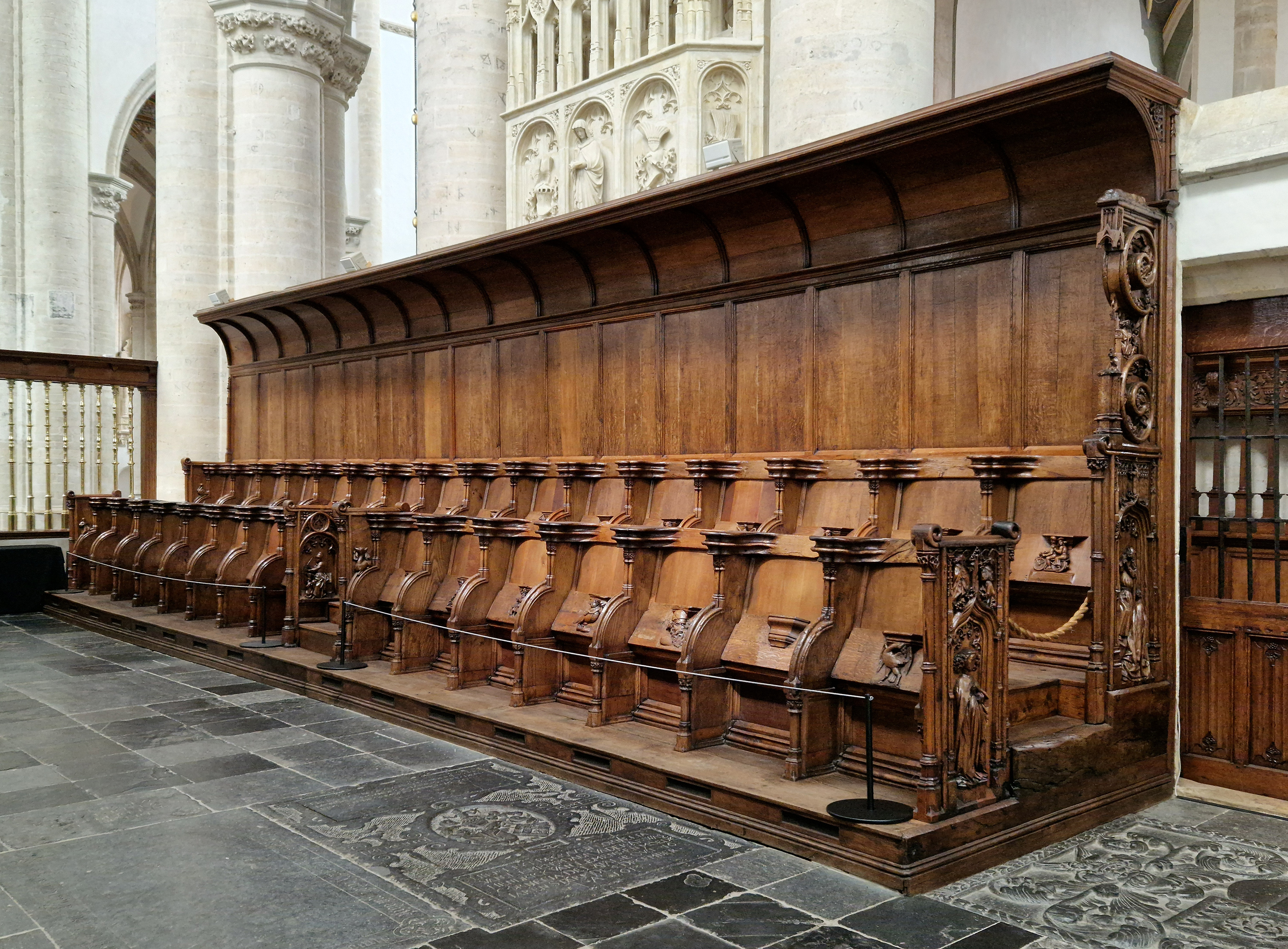
Nordseite Chorgestühl
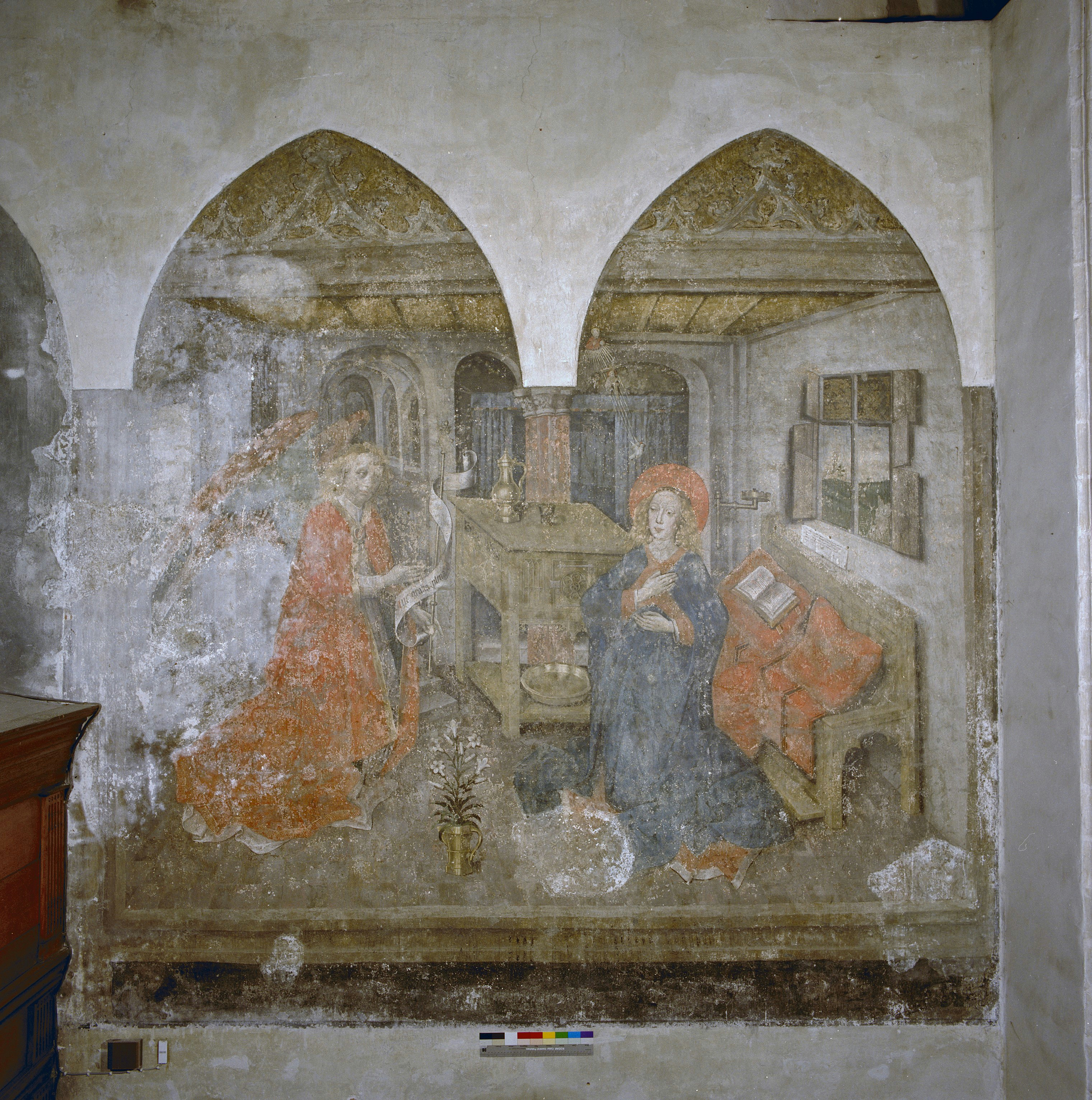
Verkündigung an Maria
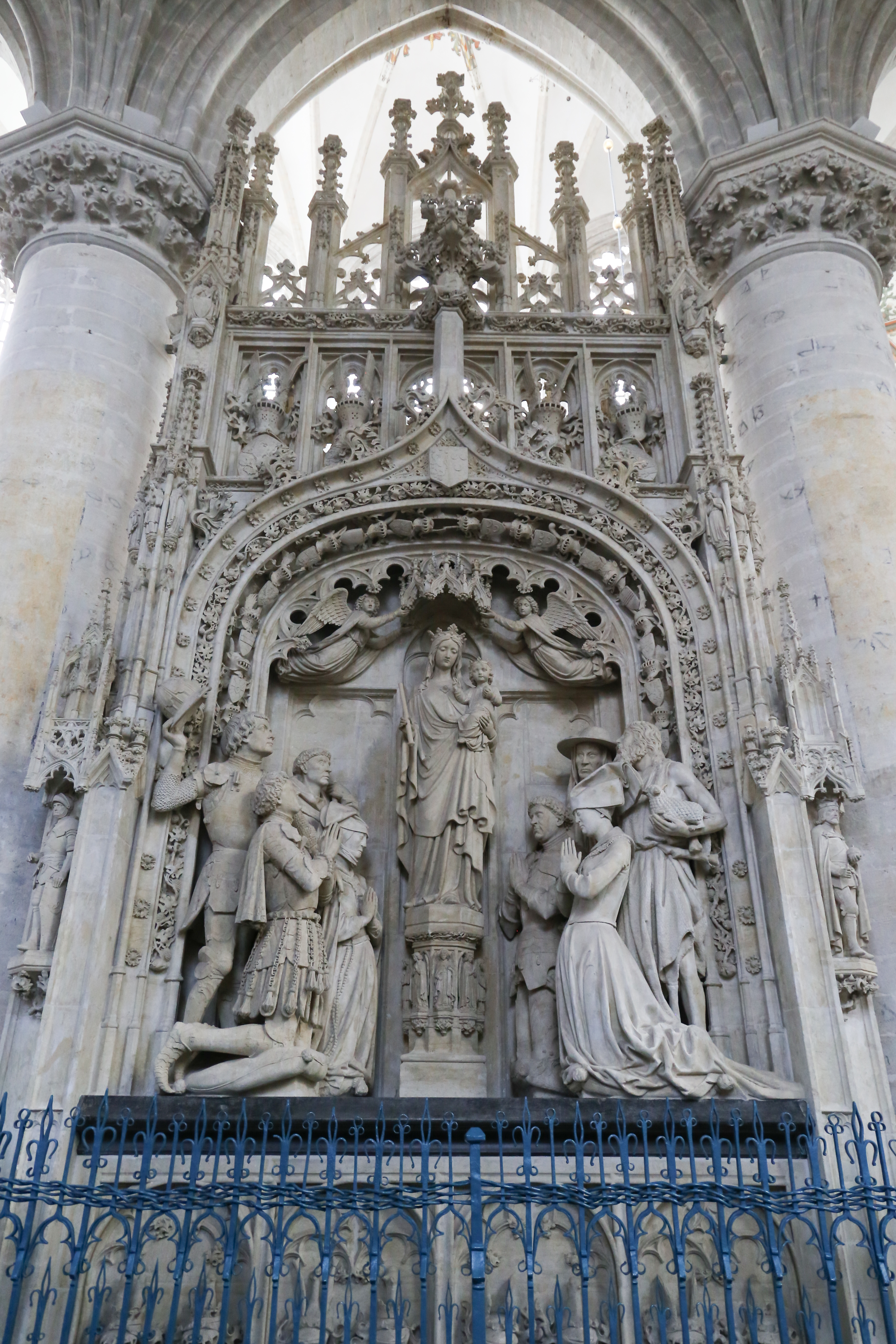
Grab von Engelbrecht I. von Nassau (um 1475)
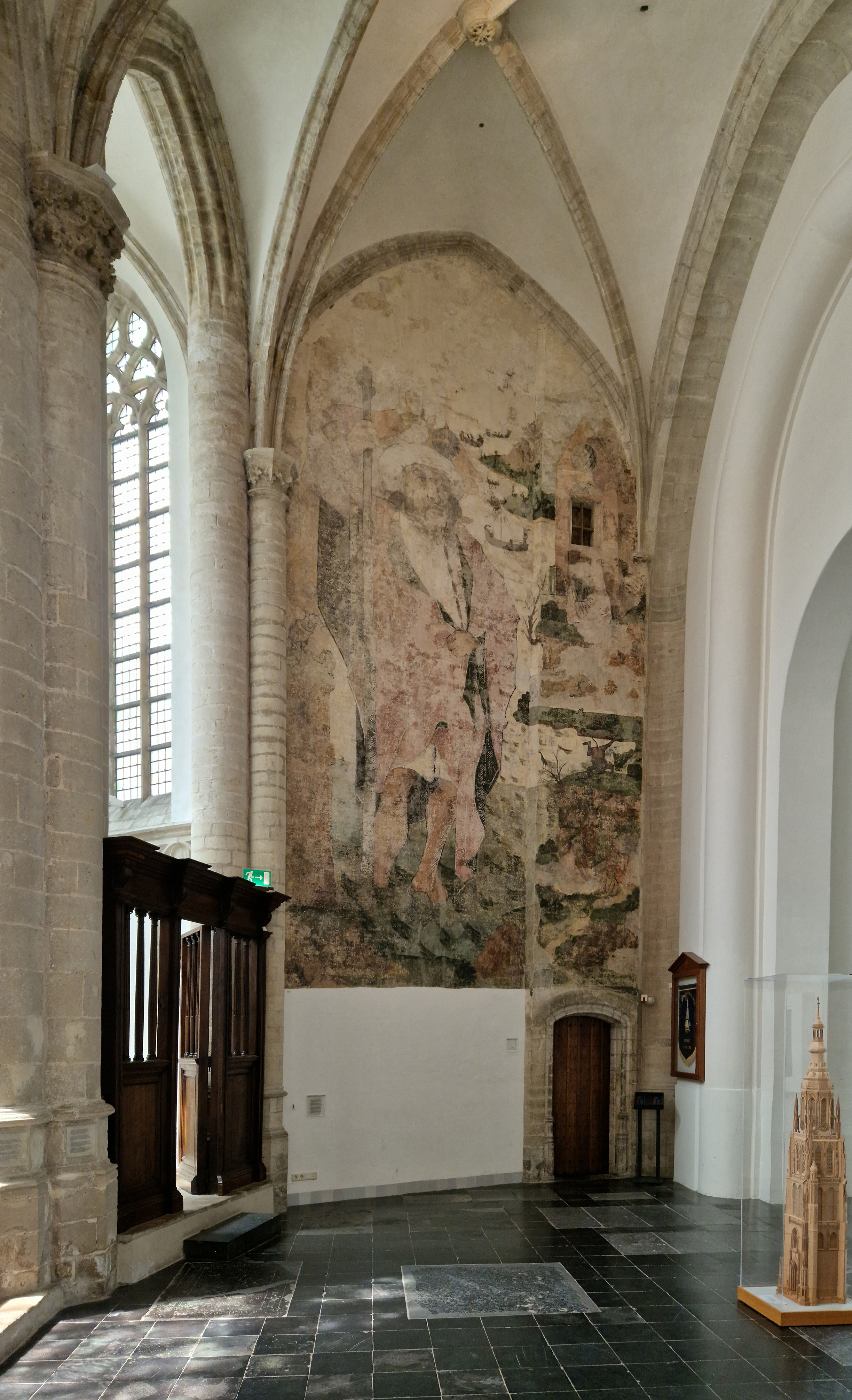
Christophorus
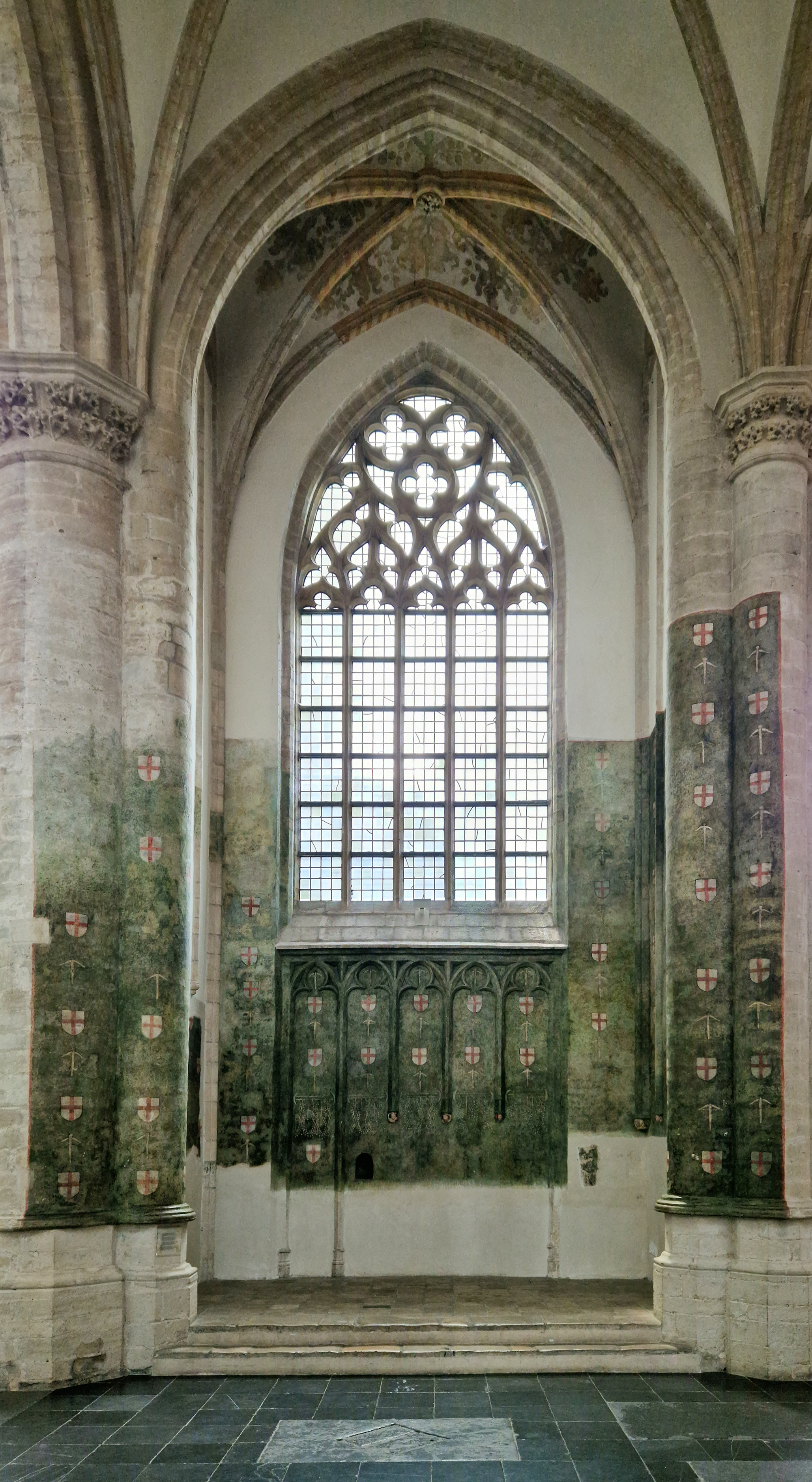
Sint Joriskapel
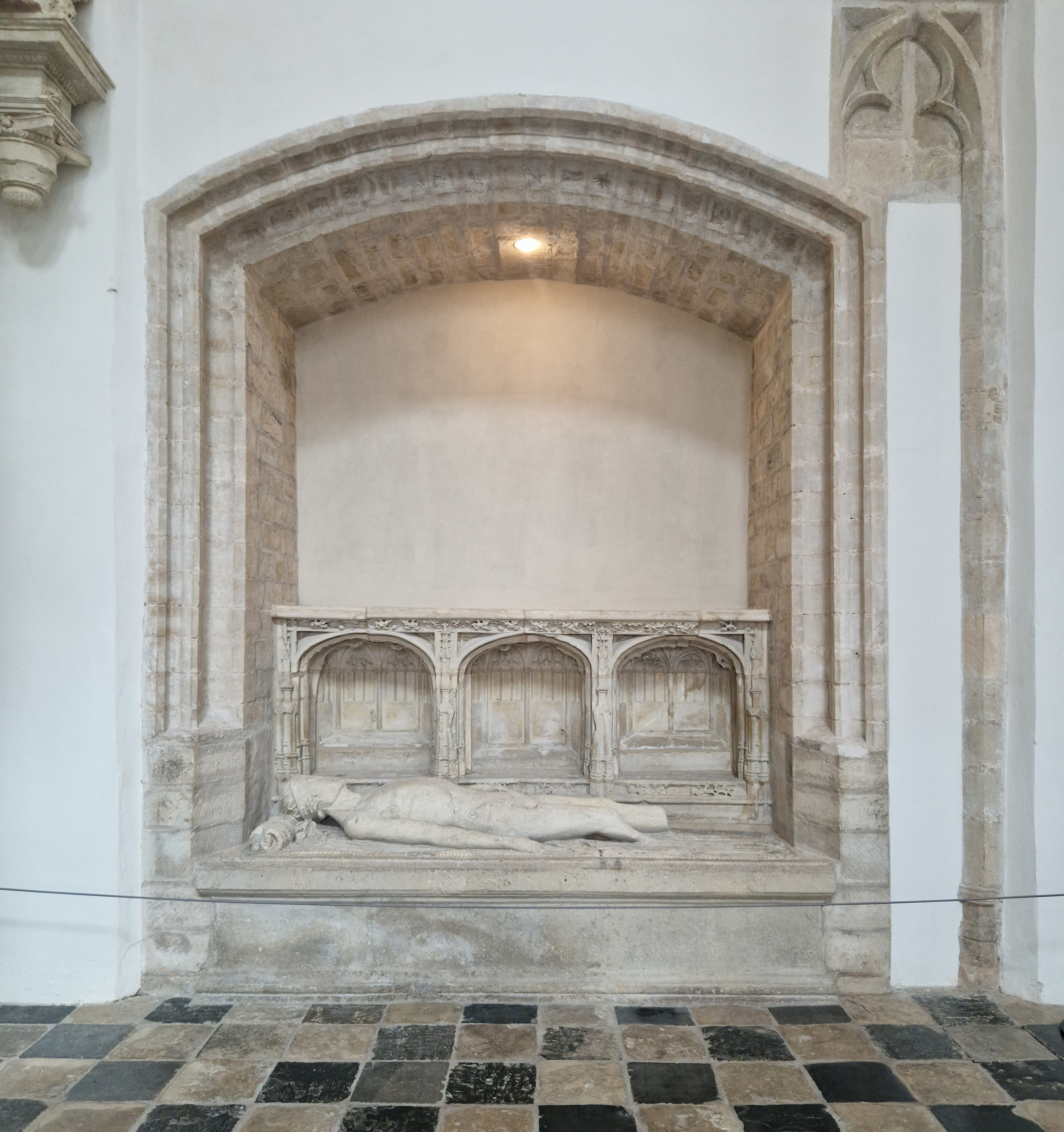
Grab von Jan I. van Nassau (1458–1505, „Jan de Bastaard“)
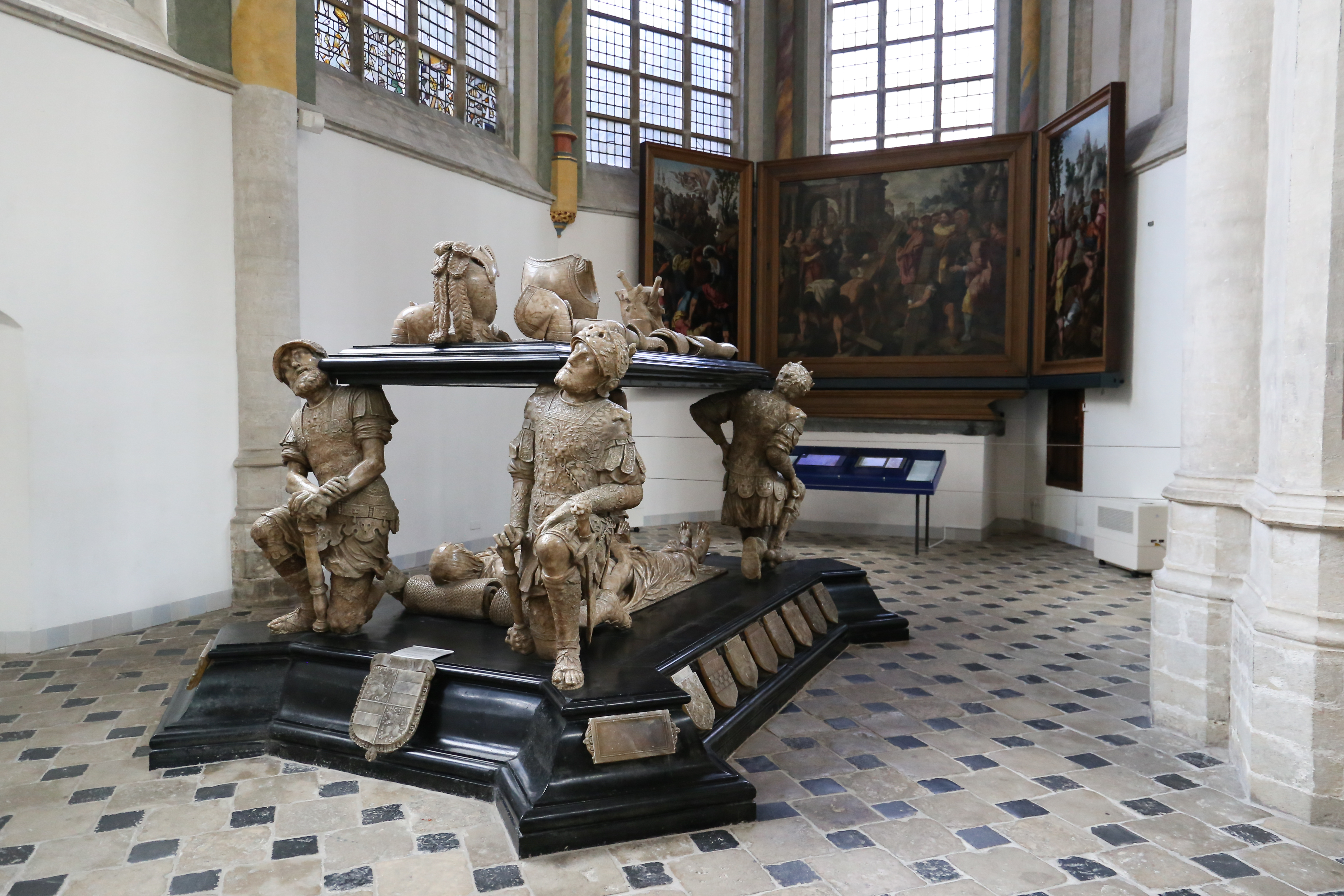
Prinzenkapelle mit dem Grab von Engelbrecht II. von Nassau und einem Kreuzauffindungstriptychon aus der Werkstatt Jan van Scorel
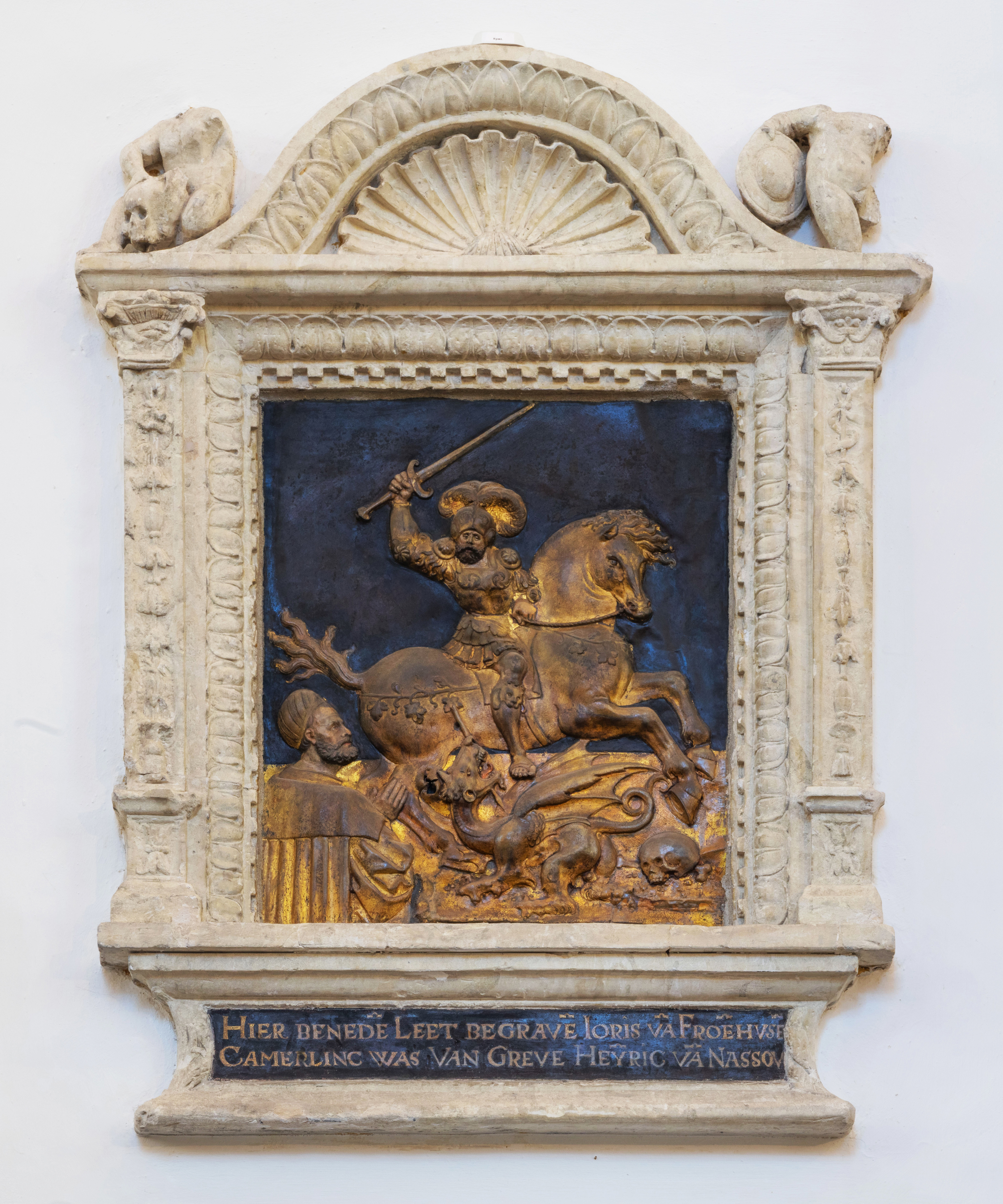
Epitaph von Joris van Froenhuijsen
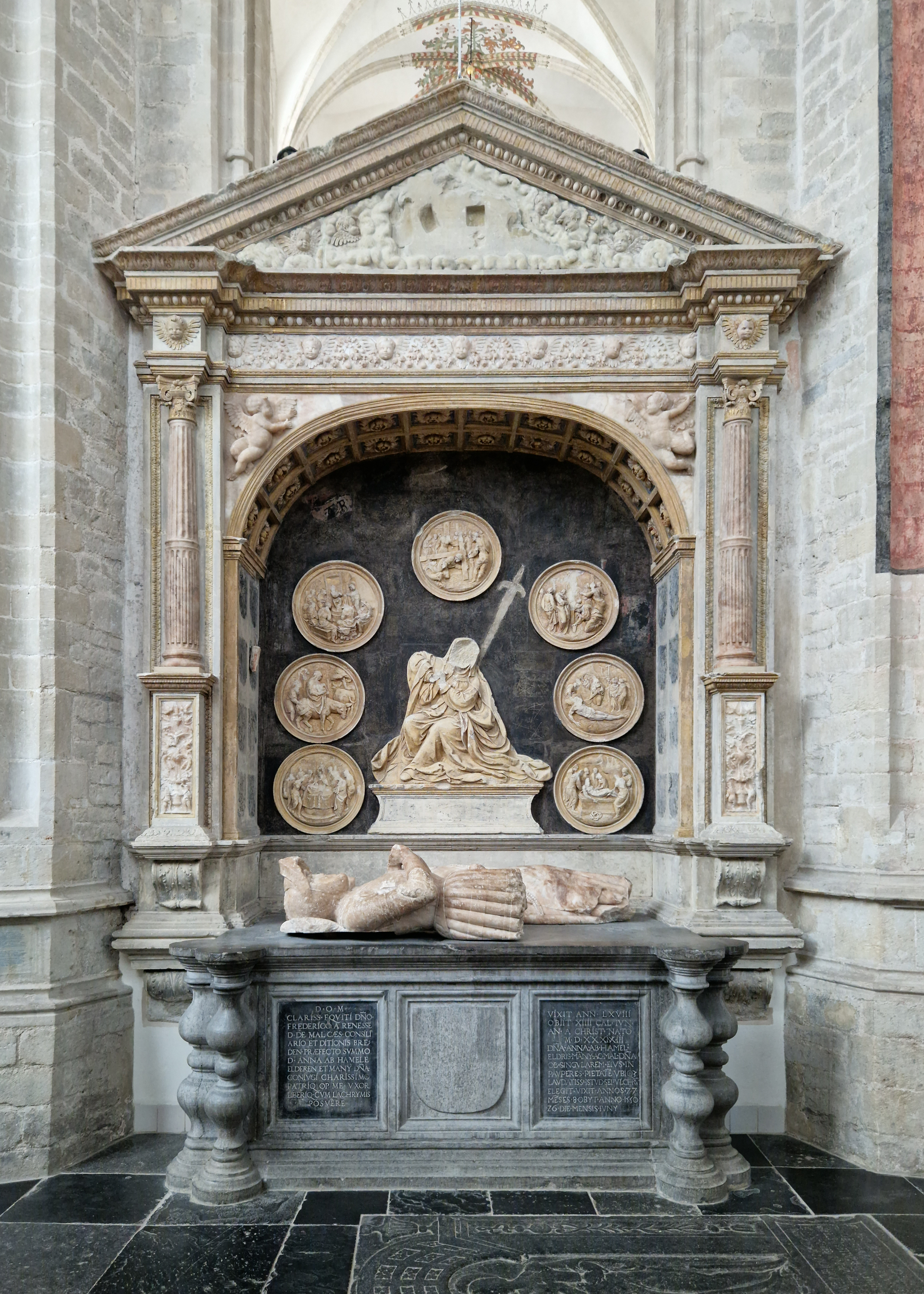
Grab des Ehepaars van Renesse und Hemel († 1538)
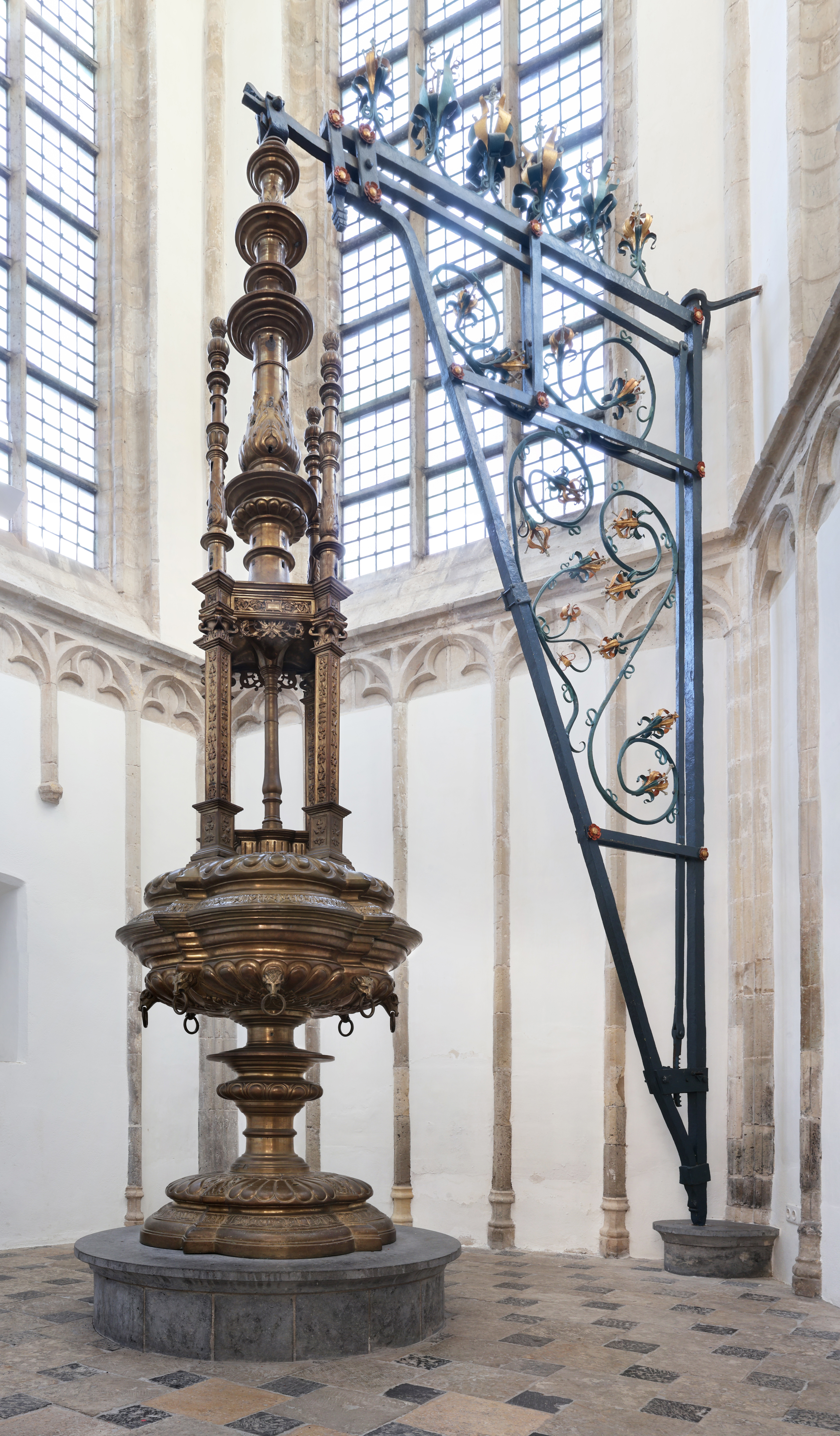
Taufbecken

## Orgel

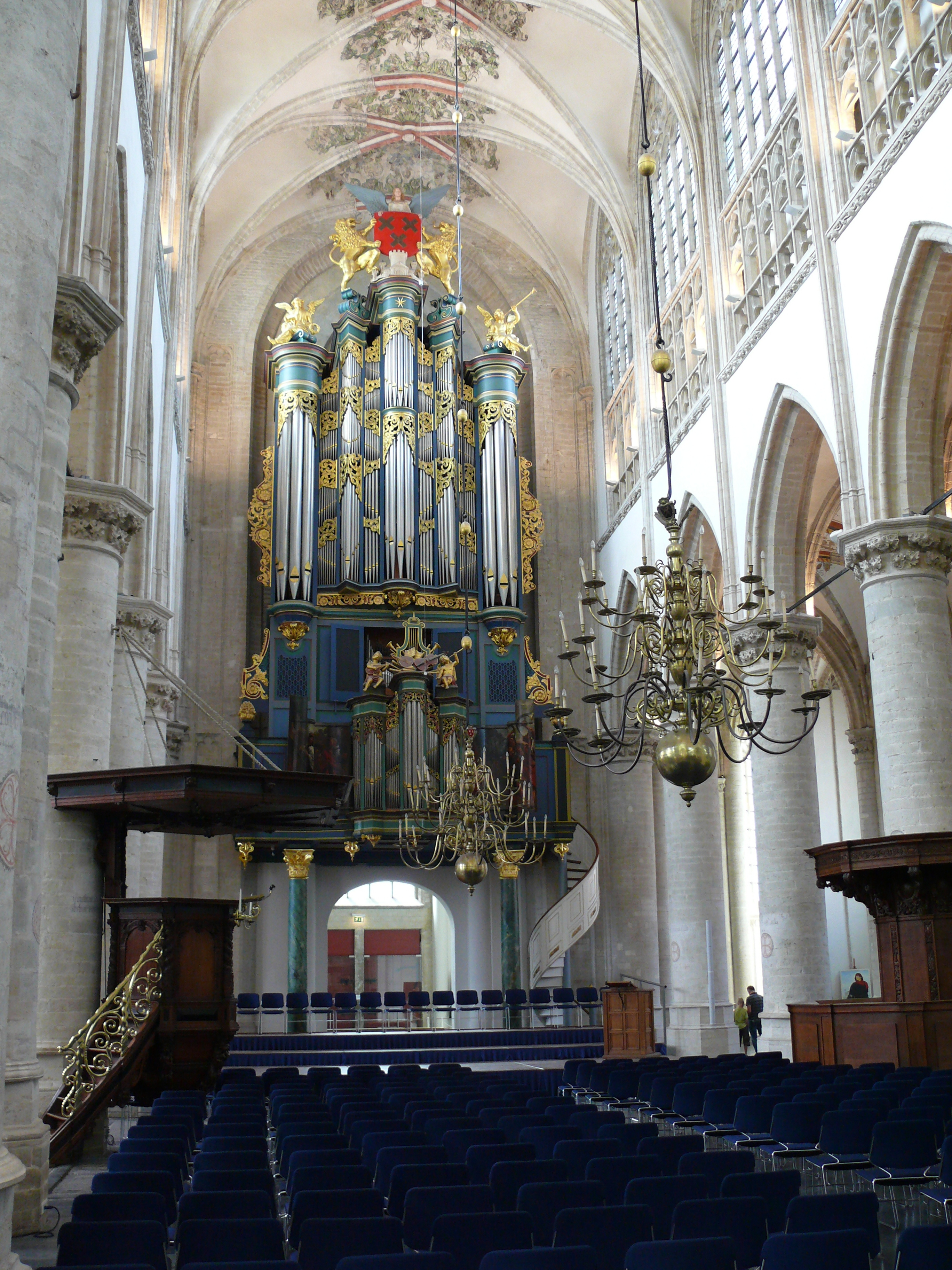
Blick auf die große Orgel

Die Orgel geht zurück auf ein Instrument aus dem Jahre 1534, das im Laufe der Zeit mehrfach verändert und umgebaut wurde. Der heutige Zustand (vier Manuale und Pedal) geht zurück auf eine umfangreiche Restaurierung durch die Orgelbaufirma Flentrop (Zaandam) im Jahre 1938.
| I Hoofdwerk C–g3 |               |     |
| 1.               | Prestant      | 16′ |
| 2.               | Prestant      | 8′  |
| 3.               | Roerfluit     | 8′  |
| 4.               | Octaaf        | 4′  |
| 5.               | Quintadeen    | 4′  |
| 6.               | Quint         | 3′  |
| 7.               | Octaaf        | 2′  |
| 8.               | Mixtuur IV-V  |     |
| 9.               | Scherp III-IV |     |
| 10.              | Cornet V      |     |
| 11.              | Trompet       | 16′ |
| 12.              | Trompet       | 8′  |

| II Rugwerk C–g3 |                |       |
| 13.             | Prestant       | 8′    |
| 14.             | Holpijp        | 8′    |
| 15.             | Octaaf         | 4′    |
| 16.             | Fluit          | 4′    |
| 17.             | Octaaf         | 2′    |
| 18.             | Quint          | 1 ⁄3′ |
| 19.             | Mixtuur IV     |       |
| 20.             | Sexquialter II |       |
| 21.             | Dulciaan       | 8′    |
|                 | Tremulant      |       |

| III Bovenwerk C–g3 |            |        |
| 22.                | Gedekt     | 16′    |
| 23.                | Prestant   | 8′     |
| 24.                | Holpijp    | 8′     |
| 25.                | Viola      | 8′     |
| 26.                | Octaaf     | 4′     |
| 27.                | Open fluit | 4′     |
| 28.                | Nasard     | 3′     |
| 29.                | Fluit      | 2′     |
| 30.                | Terts      | 1 3⁄5′ |
| 31.                | Flageolet  | 1′     |
| 32.                | Mixtuur IV |        |
| 33.                | Schalmei   | 8′     |
| 34.                | Hobo       | 8′     |

| IV Borstwerk C–g3 |                  |       |
| 35.               | Gedekt           | 8′    |
| 36.               | Quintadeen       | 8′    |
| 37.               | Prestant         | 4′    |
| 38.               | Roerfluit        | 4′    |
| 39.               | Gemshoorn        | 2′    |
| 40.               | Quint            | 1 ⁄3′ |
| 41.               | Cornet V         |       |
| 42.               | Vox Humana (B/D) | 8′    |
|                   | Tremulant        |       |
|                   | Klokkenspel      |       |
|                   | Cimbelstern      |       |

| Pedaal C–f1 |            |     |
| 43.         | Prestant   | 16′ |
| 44.         | Subbas     | 16′ |
| 45.         | Octaaf     | 8′  |
| 46.         | Gedekt     | 8′  |
| 47.         | Roerquint  | 6′  |
| 48.         | Octaaf     | 4′  |
| 49.         | Nachthoorn | 2′  |
| 50.         | Mixtuur V  |     |
| 51.         | Bazuin     | 16′ |
| 52.         | Trompet    | 8′  |
| 53.         | Klaroen    | 4′  |